# Jerry Gollub
Jerry Paul Gollub (* 9. September 1944 in St. Louis, Missouri; † 8. Juni 2019) war ein US-amerikanischer Physiker, der sich mit Chaosphysik (nichtlineare Dynamik) beschäftigte.
Gollub studierte am Oberlin College (Bachelor 1966) und der Harvard University (Master-Abschluss 1967), wo er 1971 promovierte. Ab 1979 war er Professor für Physik am Haverford College. Ab 1996 war er dort John and Barbara Bush Professor of Physics. 1988 bis 1999 war er Provost des Haverford College. Ab 1981 war er auch Adjunct Professor an der University of Pennsylvania. 1985 und 1991 war er Gastprofessor an der École normale supérieure.
Gollub ist für seine Untersuchungen der Entstehung chaotischer Bewegung (Turbulenz) in Flüssigkeiten bekannt, teilweise in Zusammenarbeit mit Harry Swinney ab Ende der 1970er Jahre. Er untersuchte auch Bewegung suspendierter Teilchen und Mikroorganismen in Flüssigkeiten, Mischung in Flüssigkeiten, nichtlineare Wellenphänomene, granulare Dynamik sowie Anwendung topologischer Ideen in der Chaosphysik und Musterbildung (in Flüssigkeiten und bei dendritischem Wachstum).
1984/85 war er Guggenheim Fellow. 2005 stand er der Abteilung Hydrodynamik der American Physical Society (APS) vor, deren Hydrodynamik-Preis er 2003 erhielt und in deren Executive Board er war. Seit 1993 war er Mitglied der National Academy of Sciences. 1992 wurde er Fellow der American Academy of Arts and Sciences. 1990 war er Loeb Lecturer in Harvard. Er war Koautor einer Studie für den National Research Council über Mathematik- und Naturwissenschaftsunterricht in High Schools der USA.

## Schriften
- mit G. L. Baker: Chaotic dynamics - an introduction. Cambridge University Press, 1990, 1996
- mit D. J. Pine: Microscopic irreversibility and chaos. In: Physics Today. August 2006
- mit J. S. Langer: Pattern formation in Nonequilibrium Physics. In: Reviews of Modern Physics. Band 71, 1999, S. 396 (Centennial Issue)
- mit Swinney: Hydrodynamic instability and the transition to turbulence. In: Physics Today. August 1978

## Verweise
1. ↑  Rebecca Raber: Jerry Gollub 1944–2019. Haverford College, 11. Juni 2019, abgerufen am 14. Juni 2019 (englisch).
2. ↑  John Bush ist Gründer der Millipore Corporation

| Personendaten    | Personendaten                           |
| ---------------- | --------------------------------------- |
| NAME             | Gollub, Jerry                           |
| ALTERNATIVNAMEN  | Gollub, Jerry Paul (vollständiger Name) |
| KURZBESCHREIBUNG | US-amerikanischer Physiker              |
| GEBURTSDATUM     | 9. September 1944                       |
| GEBURTSORT       | St. Louis, Missouri                     |
| STERBEDATUM      | 8. Juni 2019                            |